# 撞擊參數

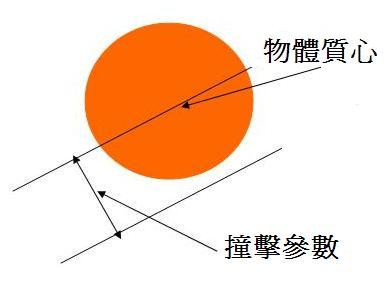

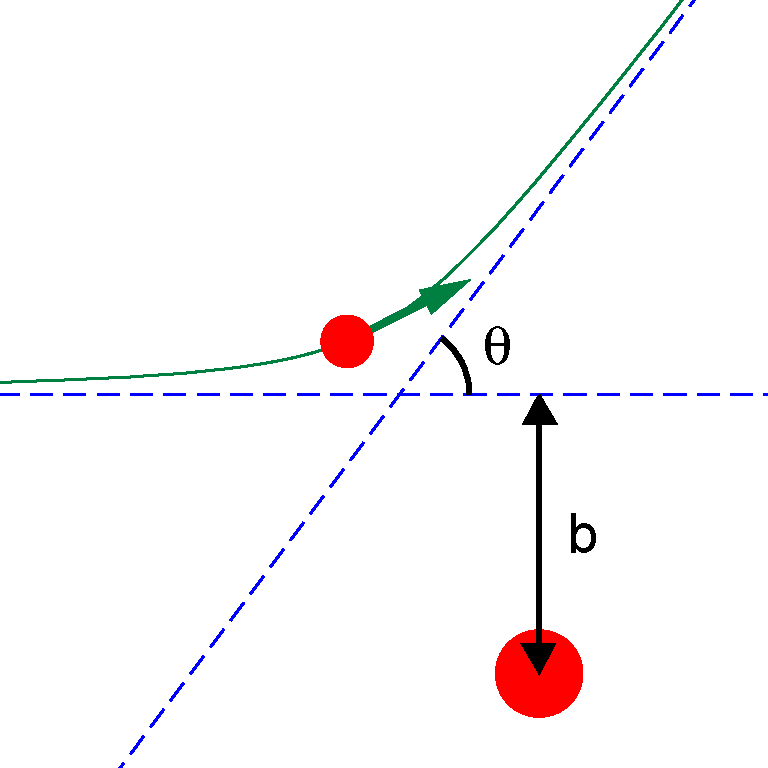
撞擊參數b和散射角θ。

在物理學的散射問題裏，撞擊參數（b）的定義為一個拋射體的速度向量與標靶物體質心的垂直距離，而當中標靶的中心U(r)是由一個正在接近的拋射體所做成。在核子物理學和經典力學裏，時常會遇到這術語。
撞擊參數和散射角{\displaystyle \theta }的關係
{\displaystyle \theta =\pi -2b\int _{r_{\mathrm {min} }}^{\infty }{\frac {dr}{r^{2}{\sqrt {1-(b/r)^{2}-2U/mv_{\infty }^{2}}}}}}
當中的{\displaystyle v_{\infty }}是當拋射體與標靶的距離十分遠時是速度，而{\displaystyle r_{\mathrm {min} }}是離中心最短的距離。

## 另見
- 碰撞
- 拉塞福散射
- 散射理論
- 廣義相對論的實驗驗證

## 外部連結
- - 喬治亞州州立大學（Georgia State University）線上物理網頁：撞擊參數 （页面存档备份，存于）